# Histoire acéphale

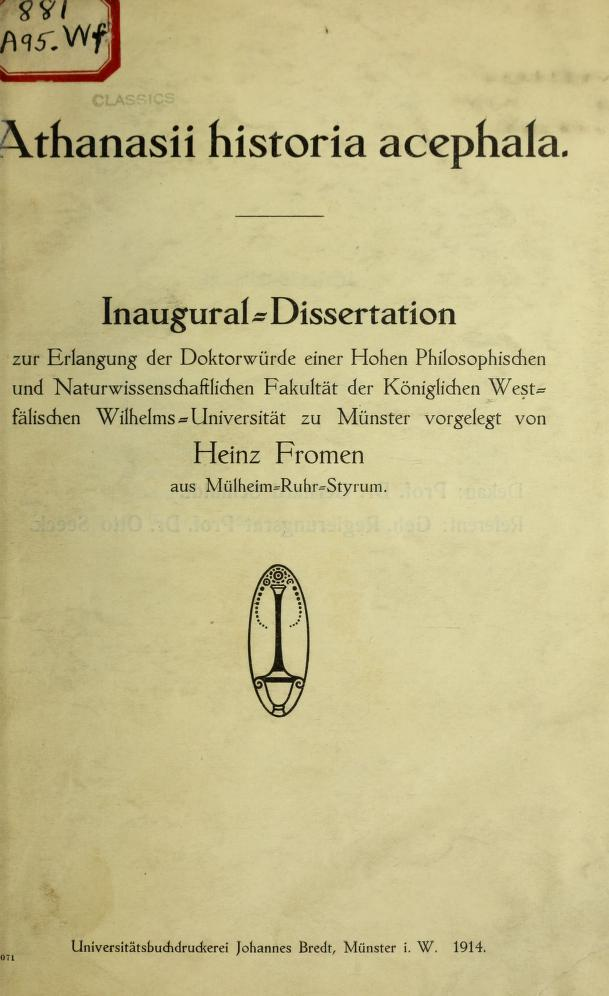
Histoire acéphale, version en allemand de Heinz Fromen en 1914.

Pour les articles homonymes, voir Acéphale.
L'Histoire acéphale (en latin Historia acephala, c'est-à-dire litt. « l'histoire sans tête ») est un texte anonyme, court et fragmentaire, datant de la fin du IVe siècle, originellement grec mais conservé dans une traduction latine, dont l'objet essentiel est de rassembler les événements principaux de la carrière de l'évêque Athanase d'Alexandrie en insistant particulièrement sur l'établissement exacte de la chronologie.
Ce document a été publié en 1738 par Scipione Maffei (dans ses Osservazioni letterarie). Il l'avait trouvé dans la Biblioteca capitolare de Vérone, contenu dans un manuscrit latin en onciale datant des alentours de l'an 700. Le texte fut réimprimé en 1769 dans le volume V de la Bibliotheca patrum d'Andrea Gallandi (reprise par Migne), puis dans l'édition de Padoue des œuvres d'Athanase (1777, 4 vol. in-folio).
Il s'agit de la fin d'un texte dont la dernière phrase mentionne la consécration comme évêque de Théophile d'Alexandrie (385), dans un très bref paragraphe évoquant la succession épiscopale depuis la mort d'Athanase (2 mai 373). Le premier événement mentionné dans la partie conservée est le retour d'Athanase à Alexandrie, venant de Rome, le 21 octobre 346. Les événements successifs en rapport avec la carrière de l'évêque sont très précisément datés en utilisant les mois du calendrier égyptien et aussi les noms des consuls de l'année dans l'Empire d'Orient. Après la mention du quarantième anniversaire de l'épiscopat d'Athanase (8 juin 368, § 12), il y a une pause et une récapitulation des dates et périodes. C'est un document très important pour la chronologie, non seulement de la vie d'Athanase, mais de toute cette époque, avec aussi beaucoup de personnages nommés.